# Ceratolontha venezuelae
Ceratolontha venezuelae är en skalbaggsart som beskrevs av Gilbert John Arrow 1948. Ceratolontha venezuelae ingår i släktet Ceratolontha och familjen Melolonthidae. Inga underarter finns listade i Catalogue of Life.